# Pirelli HangarBicocca
Pirelli HangarBicocca je muzeum moderního umění, které vzniklo přestavbou průmyslového objektu továrny Pirelli v milánské čtvrti Bicocca a bylo založeno v roce 2004. Muzeum disponuje výstavní plochou 15 000 m². Je provozováno neziskovou nadací Pirelli HangarBicocca. Od roku 2015 je část výstavních prosor věnována trvalé výstavě děl německého sochaře Anselma Kiefera Sedm nebeských paláců. Ve zbývajících prostorách probíhají dočasné výstavy předních světových výtvarníků. Součástí areálu je informační centrum, knihkupectví a restaurace.

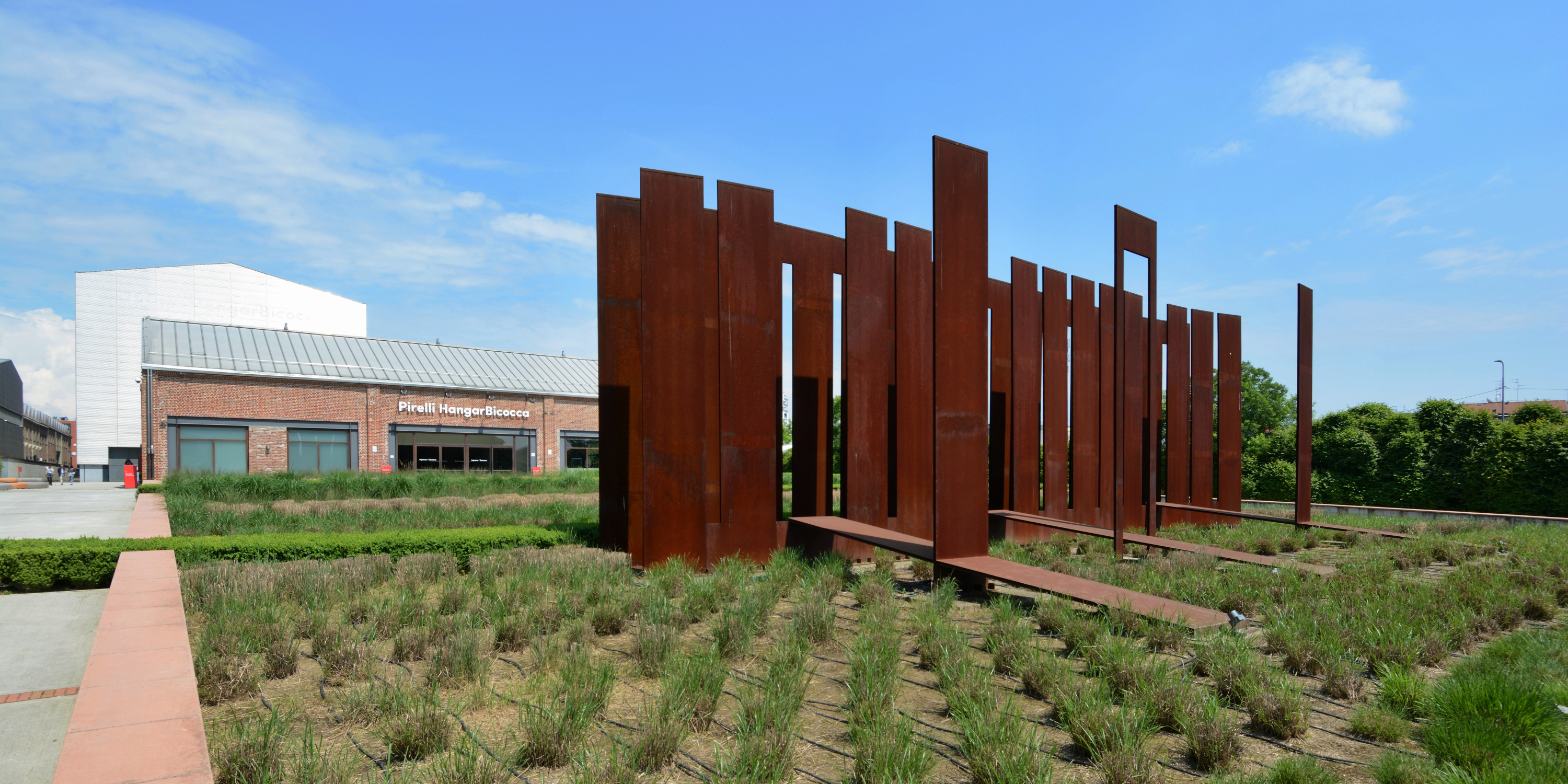
Plastika Sequence od italského sochaře Fausta Melottiho před vstupem do muzea.

Před vstupem do muzea se nachází rozměrná plastika italského sochaře Fausta Melottiho s názvem Sequence z roku 1981.

## Výstavy
- OSGEMEOS: Efêmero, od 21. dubna 2016[2]
- Trisha Baga, the eye, the eye and the ear, 20. únor 2020 – 10. leden 2021[3]
- Chen Zhen, short-circuits, 15. říjen 2020 – 6. červen 2021[4]

- Cerith Wyn Evans, “....the Illuminating Gas”, 31. říjen 2019 – 26. červenec 2020 [5]

- Daniel Steegmann Mangrané, A Leaf-Shaped Animal Draws The Hand, 12. září 2019 – 19. leden 2020[6]

- Sheela Gowda, Remains, 4. dubna – 15. září 2019[7]

- Giorgio Andreotta Calò, CittàdiMilano, 14. února - 21. července 2019[8]

- Mario Merz, Igloos, 25. října 2018 - 24. února 2019[9]

- Leonor Antunes, The last days in Galliate, 14. září 2018 - 13. ledna 2019[10]

- Matt Mullican: The Feeling of Things, 12. duben – 16. září 2018[11]

- Eva Koťátková: The Dream Machine is Asleep, 15. únor – 22. červenec 2018, kurátorka: Roberta Tenconi[12][13]

- Různí umělci, Take me (I'm Yours), 1. listopadu 2017 – 14. ledna 2018[14]

- Lucio Fontana, Ambienti/Environments, 21. září 2017 – 25. února 2018[15]

- Rosa Barba, From Source to Poem to Rhythm to Reader, 5. května – 8. října 2017[16]

- Miroslaw Balka, Crossover/s, 16. března – 30. července 2017[17]

- Laure Prouvost, GDM – Grand Dad’s Visitor Center, 19. října 2016 – 9. dubna 2017[18]

- Kishio Suga, Situations, 30. září 2016 – 5. února 2017[19]

- Carsten Höller, Doubt, 7. dubna – 31. července 2016[20]

- Různí umělci, Architecture as Art, 2016 (u příležitosti 21. mezinárodní výstavy Milánské trienále 2016)[21]

- Petrit Halilaj, Space Shuttle in the Garden, 2016
- Philippe Parreno, Hypothesis, 2016
- Damian Ortega, Casino, 2015
- Juan Muñoz, Double Bind & Around, 2015
- Céline Condorelli, Bau Bau, 2015
- Joan Jonas, Light Time Tales, 2015
- João Maria Gusmão & Pedro Paiva, Papagaio, 2014
- Cildo Meireles a Cildo Meireles. Installations, 2014
- Micol Assaël, ILIOKATAKINIOMUMASTILOPSARODIMAKOPIOTITA, 2014
- Dieter Roth a Björn Roth, Islands, 2014
- Ragnar Kjartansson, The Visitors, 2014
- Mike Kelley, Eternity is a Long Time, 2013
- Apichatpong Weerasethakul, Primitive, 2013
- Tomás Saraceno, On Space Time Foam, 2013
- Carsten Nicolai, Unidisplay, 2013
- Emilia e Illja Kabakov, The Happiest Man, 2012
- Wilfredo Prieto, Equilibrando la curva, 2012
- Hans-Peter Feldmann, Shadow Play, 2012
- Yervant Gianikian e Angela Ricci Lucchi, NON NON NON, 2012
- Céleste Boursier-Mougenot, From here to ear, 2011
- Surasi Kusolwong, Ping—Pong, Panda, Povera, Pop—Punk, Planet, Politics and P—Art, 2011
- Různí umělci, Terre vulnerabili 4/4, 2011
- Různí umělci, Terre vulnerabili 3/4, 2011
- Různí umělci, Terre vulnerabili 2/4, 2011
- Různí umělci, Terre vulnerabili 1/4, 2011
- Phill Niblock, The movement of people working, 2010
- Christian Boltanski, Personnes, 2010
- Carlos Casas, End, 2010
- Různí umělci, Fuori Centro, 2010
- Anthony McCall, Breath: the vertical works, 2009
- Alfredo Jaar, It is difficult, 2009
- BLU, l'artista e i graffiti sui muri dell'Hangar, 2008
- Lucy a Jorge Orta, Antarctica, 2008
- Daniele Puppi, Fatica n.16, 2008
- Současní umělci Indie, Urban Manners, 2008
- Různí umělci projektu Emergences, Not afraid of the dark, 2007
- Různí umělci, Collateral, 2007
- Různí umělci sdružení START, Start@Hangar, 2007
- Marina Abramovićová, Balkan Epic, 2006
- Adelina von Fürstenberg, Playground & Toys, 2005
- Mark Wallinger, Easter, 2005